# Красноярка (Ленінськ-Кузнецький округ)
Красноя́рка (рос. Красноярка) — присілок у складі Ленінськ-Кузнецького округу Кемеровської області, Росія.

## Населення
Населення — 732 особи (2010; 787 у 2002).
Національний склад (станом на 2002 рік):
- росіяни — 91 %